# Misión imposible (serie de televisión de 1966)
Misión: Imposible (título original en inglés: Mission: Impossible) es una serie de televisión estadounidense, emitida por la cadena CBS entre los años 1966 y 1973,creada por Bruce Geller y producida por Desilu Productions.

## Trama

### Inspiración y creación
En plena Guerra Fría surgieron infinidad de películas y series de espionaje, en parte inspirados por el fenómeno cinematográfico de James Bond, agente 007, y por otro lado como una expresión social frente a la amenaza atómica de las dos superpotencias (Estados Unidos y la Unión Soviética), en constante carrera armamentista.

### Innovaciones
Algunas características de la serie fueron:
1. Rotación de los actores.
2. El uso de tecnología, así como máscaras y otros elementos que hacían atractiva la serie.
3. La música de Lalo Schifrin, la cual es usada en distintos tonos a lo largo de cada capítulo y dependiendo de la situación.

### Contexto general de las misiones
La serie comienza con Dan Briggs (Steven Hill temporada 1) o Jim Phelps (Peter Graves temporada 2 en adelante) dirigiéndose a un lugar anodino y vulgar cualquiera, donde ha sido escondida una cinta magnetofónica que contiene el mensaje con los datos de la misión, que suele ser de espionaje, contra-inteligencia, sabotaje, infiltración o desestabilización en algún país imaginario o inventado. Una vez escuchada la grabación, en la cual, tras el educado saludo y la puesta al tanto del asunto, el gobierno se desentiende de toda responsabilidad y avisa que negará siempre cualquier conocimiento de la misión, que se le encomienda al jefe de grupo "si decide aceptarla", la grabación se autodestruye quemándose sin ruido. Después, el jefe abre en una habitación una carpeta negra identificada como IMF (Impossible Missions Force) y selecciona las fotos de las personas más adecuadas para la misión.
A partir de ahí se realiza una reunión de coordinación y se adjudican los papeles que cada uno tendrá en el plan diseñado. Cada personaje ocupa un puesto de especialista determinado: en la segunda temporada, por ejemplo, Peter Graves (el jefe), Greg Morris (el técnico), Martín Landau (el actor), junto a Barbara Bain (la modelo), Peter Lupus (el forzudo). La misión se realiza siempre corriendo riesgos extremos, y es frecuente que algún azar estropee los planes previstos incrementando aún más la tensión y obligando a improvisar sobre la marcha.

Dicho formato de presentación se cambió con el tiempo a una introducción del capítulo, y a continuación la  recepción de la cinta, en la que se le indica al Sr. Phelps la tarea a realizar. En algún caso excepcional, Jim Phelps o alguno de sus colaboradores es capturado por un grupo radical y no se cumple la secuencia de escucha de grabación, selección, etc. A lo largo de los años la cinta fue sustituida por otros procedimientos: también se usaron discos, por ejemplo en la segunda temporada, pero siempre se autodestruían. También los actores y medios tecnológicos fueron variando, de manera que el lugar de Martín Landau fue ocupado después por Leonard Nimoy.

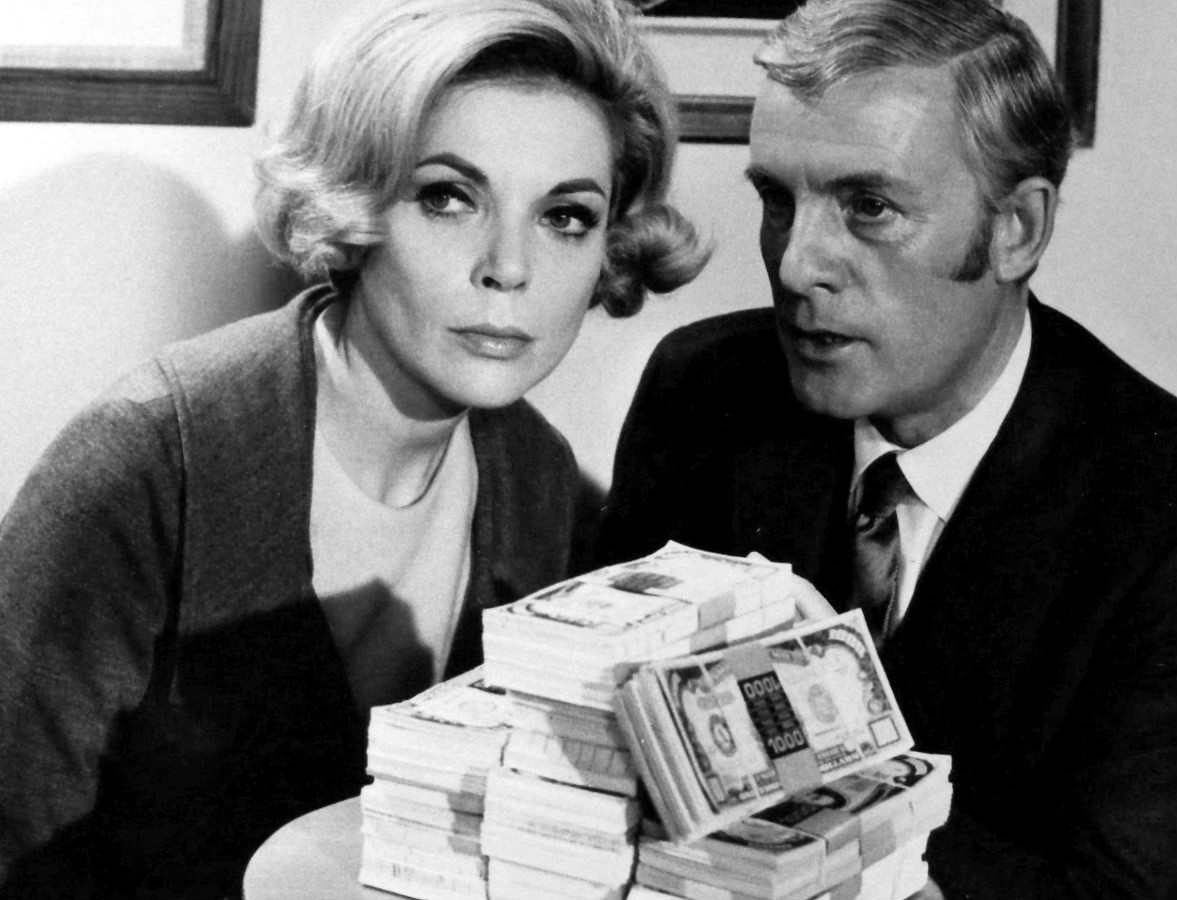
Barbara Bain (a la izquierda) en una imagen de la serie (1969).

## Personajes, actores e invitados

### Tema musical
La música de la serie fue compuesta por el músico y compositor argentino Lalo Schifrin.

### Elenco estable
En orden alfabético:

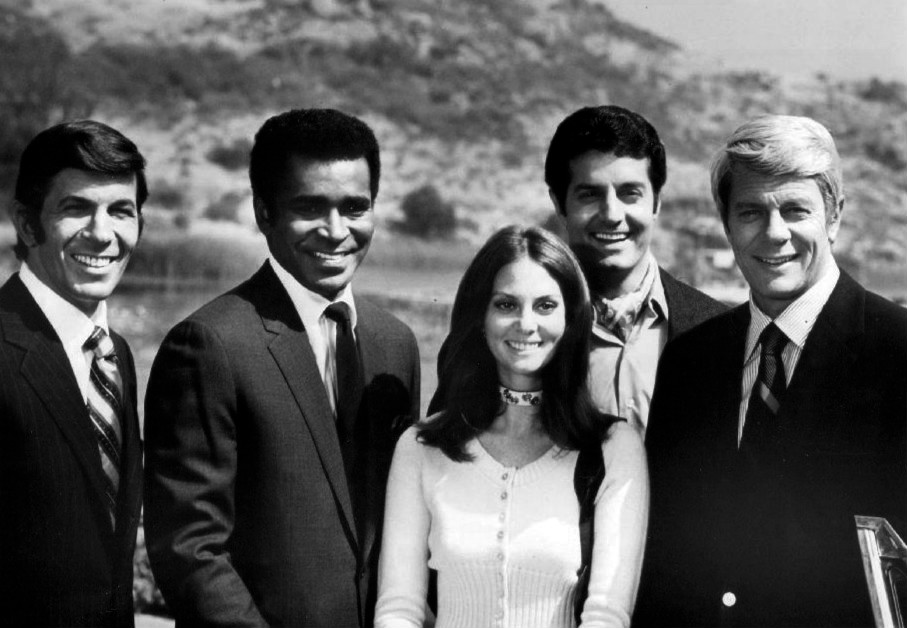
Elenco en 1970: Leonard Nimoy, Greg Morris, Peter Lupus, Peter Graves y Lesley Ann Warren en una imagen promocional de la serie.

- Barbara Anderson como Mimi Davis (temporada 7)
- Barbara Bain como Cinnamon Carter (temporadas 1 - 3)
- Sam Elliott como Dr. Doug Robert a.k.a. Lang (temporada 5 y un episodio de temporada 6)
- Lynda Day George como Lisa Casey (temporada 6 - 7)
- Peter Graves como Jefe de Equipo, Jim Phelps (temporadas 2 - 7)
- Steven Hill como Jefe de Equipo, Dan Briggs (temporada 1)
- Bob Johnson como la voz de los mensajes de la secretaria (voz solamente, no aparecía en los créditos)
- Martin Landau como Rollin Hand (temporadas  1 - 3; Landau fue considerado como estrella invitada durante la primera temporada)
- Peter Lupus como Willy Armitage (temporada 1 - 7)
- Greg Morris como Barney Collier (temporada 1 - 7)
- Leonard Nimoy como El Gran Paris (temporadas 4 - 5)
- Lesley Ann Warren como Dana Lambert (temporada 5)
- Lee Merriwether como Tracey y Anna Rojak

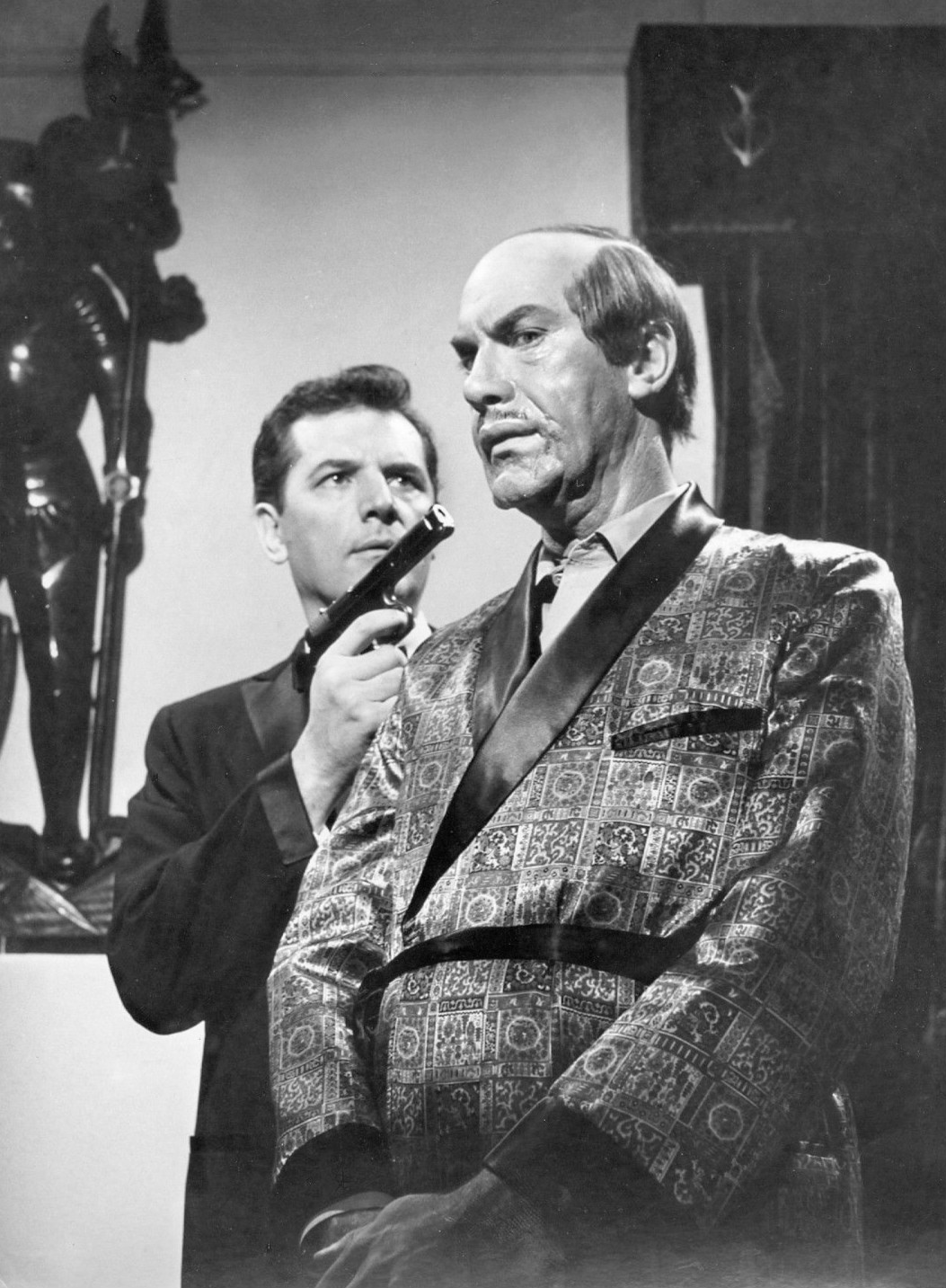
Steven Hill y Martin Landau en una imagen del capítulo piloto de la serie (1966).

### Invitados notables
- Elizabeth Ashley
- Edward Asner como George Simpson (1 episodio)
- Carl Betz como General Yuri Kozani (1 episodio, Temporada 4) y Dutch Krebbs (1 episodio, Temporada 7)
- Eric Braeden como Hans Gudegast) como Andrei Fetyakov (1 episodio, Temporada 1) y Coronel Markus von Frank (1 episodio, Temporada 2)
- Lloyd Bridges como Anastas Poltroni alias Ted Carson (1 episodio)
- Richard Bull
- Joseph Campanella como Dr. Helmut Cherlotov (1 episodio, Temporada 1) y Capitán  Miklos Cherno (1 episodio, Temporada 2)
- Joan Collins como Nicole Vedette (1 episodio)
- Wally Cox como Terry Targo (pilot)
- Bradford Dillman como Paul Shipherd (1 episodio, Temporada 2) and Larry Edison (1 episodio, Temporada 6)
- Anne Francis como Gillian Colbee (1 episodio, Temporada 4)
- Don Francks como Nicholas Groat (1 episodio, Temporada 2) y Mayor Alex Denesch (1 episodio, Temporada 4)
- Vincent Gardenia como Vito Lugana (2 episodios, Temporada 2) y Lewis George Parma (1 episodio, Temporada 3)
- Alexandra Hay
- Arthur Hill como Janos Passik (1 episodio, Temporada 1)
- Pat Hingle como R.J. McMillan (1 episodio, Temporada 1)
- Steve Ihnat como Stefan Miklos (1 episodio, Temporada 3) y Coronel Alex Stahl (1 episodio, Temporada 2)
- Eartha Kitt (1 episodio, Temporada 1)
- Fernando Lamas como Roger Toland (1 episodio, Temporada 3) y Ramón Prado (1 episodio, Temporada 4)
- Mark Lenard como Felipe Mora (1 episodio, Temporada 1); Coronel Luis Cardoza (1 episodio, Temporada 2); Aristo Skora (1 episodio, Temporada 3) y Coronel Barkram (1 episodio, Temporada 5)
- Larry Linville como Capitán Gulka (1 episodio, Temporada 3); Alexi Silensky (1 episodio, Temporada 4) y Coronel Leo Orlov (1 episodio, Temporada 5)
- Peter Lorre Jr. como Kadi (1 2-part episodio, Temporada 2)
- Monte Markham como Tosk (2 episodios)
- Darren McGavin como J. Richard Taggart (1 episodio, Temporada 2)
- Lee Meriwether como Anna Rojak (1 2-parte episodio, Temporada 3) y "Tracey" (6 episodios, Temporada 4)
- Mary Ann Mobley como Crystal Walker (1 2-part episodio, Temporada 1)
- Ricardo Montalbán como Gerard Sefra (1 episodio, Temporada 1)
- Edmond O'Brien como Raymond Halder (1 episodio, Temporada 2)
- Simon Oakland como Jack Wellman (1 episodio, Temporada 1)
- Vic Perrin como Dr. Ira Drake (1 episodio, Temporada 1); Cheever (1 2-parte episodio, Temporada 2); el propietario (1 episodio, Temporada 3); Anton Massik (1 episodio, Temporada 4) y la voz de Peter Stone
- Pernell Roberts como Presidente Beyron Rurich (1 episodio, Temporada 2); Coronel Hans Krim (1 episodio, Temporada 3); Jefe Manuel Corba (1 episodio, Temporada 4) y Boomer (episodio 22, Temporada 7)
- Sugar Ray Robinson como Wesley (1 episodio)
- William Shatner (2 episodios)
- Dean Stockwell (1 episodio, Temporada 7}
- Bo Svenson como Karl (1 episodio)
- Loretta Swit (1 episodio, Temporada 5)
- George Takei como Roger Lee (1 episodio, Temporada 1)
- Vic Tayback como Henchman (1 episodio, no acreditado, Temporada 1); Sargento Gorte (1 episodio, Temporada 3)
- Malachi Throne como Embajador Brazneck (1 episodio, Temporada 1) primer ministro Gregor Kamirov (1 episodio, Temporada 4)
- Cicely Tyson como Alma Ross (1 episodio, Temporada 4)
- Fritz Weaver como Imry Rogosh (1 episodio, Temporada 1); Erik Hagar (1 episodio, Temporada 2); Emil Skarbeck (1 episodio, Temporada 3) and George Berlinger (1 episodio, Temporada 6)
- Barry Williams
- William Windom como Primer ministro Milos Pavel (1 episodio, Temporada 1); Alex Cresnic (1 episodio, Temporada 2); Stu Gorman (1 episodio, Temporada 6) y Paul Mitchell (1 episodio, Temporada 7)
- Demond Wilson "Lamont" de "Sanford and Son"
- Paul Winfield como Klaus (1 episodio, Temporada 2)
- Anthony Zerbe como David Redding (1 episodio, Temporada 2); Coronel Helmut Kellerman (1 episodio, Temporada 3); Coronel Alex Vorda (1 episodio, Temporada 4); Erik Schilling (1 episodio, Temporada 5) y Reese Dolan (1 episodio, Temporada 6)

## Episodios
| 1 - Piloto. 2 - Memoria. 3 - Operación Rogosh. 4 - Anciano afuera (1). 5 - Anciano afuera (2). 6 - Tempestad sobre el diablo. 7 - Ruedas. 8 - El rescate. 9 - Érase una bobina. 10 - Los portadores. 11 - El fantasma de Zubrovnik. 12 - El acuerdo. 13 - Elena. 14 - El espía del rabo corto. 15 - El legado. 16 - El dragón indispuesto. 17 - El marco. 18 - El juicio. 19 - El diamante. 20 - La leyenda. 21 - Bola de nieve en el infierno. 22 - La confesión. 23 - ¡Acción! 24 - El tren. 25 - Conmoción. 26 - Un cubo de azúcar. 27 - El traidor. 28 - Lo psíquico. | 29 - La viuda. 30 - Viaje. 31 - Los sobrevivientes. 32 - El escape. 33 - El esclavo (1). 34 - El esclavo (2). 35 - Operación Corazón. 36 - La máquina de minero. 37 - El sello. 38 - Caridad dulce. 39 - El Concilio (1). 40 - El Concilio (2). 41 - El astrólogo. 42 - Ecos del pasado. 43 - El fotógrafo. 44 - El espía. 45 - Un juego de ajedrez. 46 - La esmeralda. 47 - El condenado a muerte. 48 - El falsificador. 49 - El pueblo. 50 - La matanza. 51 - El Fénix. 52 - Acuerdo con Furia. 53 - Recuperación. | 54 - El heredero aparente. 55 - Los rivales (1). 56 - Los rivales (2). 57 - Los mercenarios. 58 - La ejecución. 59 - El Cardenal. 60 - El Elixir. 61 - El Diplomático. 62 - El Juego. 63 - La Oferta. 64 - La Helada. 65 - El Intercambio. 66 - La Mente de Stefan Miklos. 67 - El Precedente Legal. 68 - El Sistema. 69 - La Caja de Vidrio. 70 - El Día del Juicio Final. 71 - Carnada Viva. 72 - El Refugio (1). 73 - El Refugio (2). 74 - Nitro. 75 - Nicole. 76 - La Bóveda. 77 - Ilusión. 78 - El Interrogador. | 79 - El Código. 80 - El Juego de los Números (También llamado: La Llave). 81 - Los Controladores (1). 82 - Los Controladores (2). 83 - El Oro de los Tontos. 84 - Comandante. 85 - El Círculo Doble. 86 - Submarino. 87 - El Robot. 88 - El Genio. 89 - Los Hermanos. 90 - Bomba de Tiempo. 91 - El Amnésico. 92 - El Halcón (1). 93 - El Halcón (2). 94 - El Halcón (3). 95 - Chico. 96 - Gitano. 97 - Fantasmas. 98 - Terror. 99 - El Lazo de los Amantes. 100 - Orfeo. 101 - La Grúa. 102 - El Escuadrón de la Muerte. 103 - La Elección. 104 - El Mártir. | 105 - El Criminal. 106 - La Otra Cara de la Moneda. 107 - El Inocente. 108 - Regreso a Casa. 109 - El Vuelo. 110 - Mi Amigo, Mi Enemigo. 111 - La Mariposa. 112 - Señuelo. 113 - El Amateur. 114 - Cazado. 115 - El Rebelde. 116 - El Juego de Oprimir. 117 - El Rehén. 118 - La Toma. 119 - La Pata del Gato. 120 - El Misil. 121 - El Campo. 122 - La Explosión. 123 - El Cataflaque. 124 - Kitara. 125 - Una Historia de Fantasmas. 126 - La Fiesta. 127 - El Mercader. | 128 - Ciego. 129 - Bis. 130 - El Tranvía. 131 - Mentalidad Propensa. 132 - Desarrollarse. 133 - El Milagro. 134 - Encuentro. 135 - Sumergido. 136 - Invasión. 137 - Blues. 138 - Los Visitantes. 139 - Nervios. 140 - Huye por Dinero. 141 - La Conexión. 142 - La Novia. 143 - Almohada de Piedra. 144 - Imagen. 145 - Consigna. 146 - Cartera de Mujer. 147 - Muerte Doble. 148 - Casino. 149 - Atrapado. | 150 - Descanso!. 151 - Dos Mil. 152 - El Trato. 153 - Leona. 154 - TOD-5. 155 - Cocaína. 156 - Subterráneo. 157 - La Película. 158 - Acierto. 159 - Ultimátum. 160 - Rapto. 161 - La Caída. 162 - El Títere. 163 - Encarcelar. 164 - Bumerang. 165 - El Interrogante. 166 - La Fuente. 167 - El Luchador. 168 - Velocidad. 169 - El Péndulo. 170 - El del Oeste. 171 - Imitación. |

| 1 - El Asesino. 2 - El Sistema. 3 - Hologramas. 4 - El Condenado. 5 - El Legado. 6 - La Pared. 7 - El Rey Ganadero. 8 - El Peón de Ajedrez. 9 - El Hechizo. 10 - Los Leones. 11 - El Griego. 12 - La Fortuna. 13 - El Fijador. 14 - Espía. 15 - Los Diablos. 16 - La Plaga. 17 - Represalia. 18 - Submarino. 19 - Salida. | 20 - La Serpiente Dorada (1). 21 - La Serpiente Dorada (2). 22 - La Princesa. 23 - El Rendimiento de la Directiva. 24 - Cuenta Regresiva. 25 - Juegos de Guerra. 26 - Blanco: La Tierra. 27 - Los Niños del Führer. 28 - Hada. 29 - Por el Bien al Arte. 30 - Cosecha Mortal. 31 - Cargamento no Convencional. 32 - El Asesino. 33 - Pistolero. 34 - Campanas de Iglesia en Bogotá. 35 - Las Arenas de Seth. |

## Premios
- Mission: Impossible, premio Golden Globe, mejor serie, 1968
- Barbara Bain, premio Emmy, mejor actriz, 1967
- Barbara Bain, premio Emmy, mejor actriz, 1968
- Barbara Bain, premio Emmy, mejor actriz, 1969
- Bruce Geller, premio Emmy, mejor escritor, mejor productor, 1967
- Peter Graves, premio Golden Globe, mejor actor, 1971
- Martin Landau, premio Golden Globe, mejor actor, 1968
- Jerome Ross (escritor), Edgar Award, mejor episodio en series de TV ("Operation Rogosh"), 1967

## Obras derivadas

### Películas
- Misión imposible (serie televisiva de 1988)
- Misión imposible (película de 1996)
- Mission: Impossible 2 (2000)
- Mission: Impossible 3 (2006)
- Misión: Imposible 4 - Protocolo fantasma (2011)
- Misión: Imposible 5 - Nación secreta (2015)
- Misión: Imposible 6 - Fallout (2018)
- Misión: Imposible 7 - Sentencia mortal (2023)
- Misión: Imposible 8 - Sentencia final (2025)

### Videojuegos
- Mission: Impossible - Operation Surma
- Mission: Impossible
- Mission: Impossible level pack (Lego dimensions)

### En inglés
- Mission: Impossible en Internet Movie Database (en inglés).
- Encylopedia of Television. Archivado el 8 de octubre de 2013 en Wayback Machine. (en inglés)
- Info about Memorabilia of the show, such as Dell Comics, Toys, Posters, etc. (en inglés)
- Database and cover gallery for the Dell comic book series (en inglés)

- Datos: Q369111
- Multimedia: Mission: Impossible (TV series) / Q369111